# Furia soldato/Furia e la bella Marilù
Furia soldato/Furia e la bella Marilù è un singolo discografico di Mal,  pubblicato nel 1977.

## Descrizione
Il singolo, scritto da Luigi Albertelli, su musica di Adelmo Musso e lo stesso Mal, è stato la seconda sigla della serie televisiva "Furia". Nel singolo è presente il Coro i nostri figli di Nora Orlandi.
Sul lato b è incisa "Furia e la bella Marilù", brano ispirato al programma.